# Орден «За личное мужество» (ПМР)
О́рден «За ли́чное му́жество» — орден Приднестровской Молдавской Республики, учреждённый указом Президента ПМР от 27 января 1995 года № 27.

## Статутордена
Орденом «За личное мужество» награждаются за особую храбрость, самоотверженность и мужество, проявленные при защите Приднестровской Молдавской Республики. Орденом награждаются военнослужащие и служащие Министерства обороны, внутренних дел и государственной безопасности Приднестровской Молдавской Республики, а также граждане, проявившие мужество и героизм при защите Приднестровской Молдавской Республики. Орденом могут быть награждены лица, не являющиеся гражданами Приднестровской Молдавской Республики, но совершившие подвиг в интересах Приднестровской Молдавской Республики.
Награждение орденом «За личное мужество» производится за:
- выдающееся руководство боевыми действиями воинских соединений и частей, проявленные при этом особые храбрость и мужество;
- особо значительные подвиги, совершенные как в боевой обстановке, так и в мирное время с явной опасностью для жизни;
- особые мужество и отвагу, проявленные при выполнении специального задания;
- особые отвагу и храбрость, проявленные при обеспечении государственной безопасности Республики.

Награждение орденом «За личное мужество» производится по представлению соответственно Министерствами обороны, внутренних дел и государственной безопасности.

## Правила ношения
Орден носится на левой стороне груди и при наличии Ордена Республики располагается после него.

## Описание
Орден представляет собой правильную четырёхконечную звезду с гранёнными лучами золотистого цвета. В центре звезды на рельефном изображении креста с рубиновыми расходящимися стрелами расположен рельефный медальон оттонированный эмалью тёмного цвета с погрудным изображением А. В. Суворова золотистого цвета. Нижняя часть медальона окаймлена лентой, покрытой синей силикатной эмалью с надписью «За личное мужество» золотистого цвета. Звезда ордена изготавливается из медно-цинкового сплава. На оборотной стороне ордена гравируется индивидуальный номер.
Звезда ордена через ушко и овальное звено крепится к пятиугольной колодке, обтянутой шёлковой муаровой лентой с полосками следующих цветов: чёрная, золотистая, красная, зелёная, красная, золотистая, чёрная. Ширина ленты 24 мм.
К одежде орден крепится с помощью стальной булавки, закрепленной на пятиугольной колодке.

## Награждения
- Юстиниан (Овчинников) — епископ Тираспольский и Дубоссарский (2000)
- Владимир Вольфович Жириновский — заместитель председателя Государственной Думы РФ, председатель ЛДПР (25 апреля 2006)